# Dragan Milosavljević
Dragan Milosavljević (em sérvio:  Драган Милосављевић, (Kruševac, 11 de maio de 1989) é um basquetebolista profissional sérvio que atualmente joga pelo Unicaja Malaga na Liga ACB. Ele também defende a Seleção Sérvia em competições internacionais.